# Alcorta
Alcorta é uma comuna da província de Santa Fé, na Argentina.